# 광덕1로
광덕1로(Gwangdeok 1-ro)는 경기도 안산시 단원구 초지동 초지고교사거리에서 상록구 이동 한대역앞삼거리를 잇는 도로이다.

## 주요 경유지
경기도
- 안산시 단원구 (초지동 . 호수동) - 상록구 (사동 . 이동)

## 노선 경로
| 이름               | 접속 노선    | 경유지  | 경유지     | 비고 |
| ------------------ | ------------ | ------- | ---------- | ---- |
| 초지고교삼거리     | 신안산대학로 | 단원구  | 초지동     |      |
| 초지로사거리       | 초지로       | 단원구  | 초지동     |      |
| 풍림아파트사거리   | 화정천서로   | 단원구  | 초지동     |      |
| 화정15교           |              | 단원구  | 초지동     |      |
|                    | 상록구       | 호수동  |            |      |
| 금강아파트 교차로  | 상록구       | 호수동  | 적금로     |      |
| 공용주차장 교차로  | 상록구       | 호수동  | 광덕대로   |      |
| 고잔고교사거리     | 상록구       | 호수동  | 한양대학로 |      |
| 보네르빌리지사거리 | 상록구       | 호수동  | 안산천남로 |      |
| 안산7교            | 상록구       | 호수동  |            |      |
|                    | 상록구       | 사동    |            |      |
| 삼성스토어사거리   | 상록구       | 석호로  |            |      |
| 한대역앞삼거리     | 상록구       | 광덕4로 | 이동       |      |

## 주요건물및 시설
- 초지고등학교 (광덕1로 13/초지동 725-1)
- 파리바게뜨 안산초지점 (광덕1로 55/초지동 729)
- 롯데리아 안산초지점 (광덕1로 55/초지동 729)
- 맘스터치 안산초지점 (광덕1로 56/초지동 732)
- 올리브영 안산초지점 (광덕1로 56/초지동 732)
- 본죽 안산초지점 (광덕1로 61/초지동 729-1)
- KT 케이모바일 초지점 (광덕1로 63/초지동 729-2)
- 빽다방 안산초지풍림점 (광덕1로 64/초지동 732-2)
- 세븐일레븐 안산호수점 (광덕1로 64/초지동 732-2)
- 파리바게뜨 안산대림점 (광덕1로 159/고잔동 718-5)
- HD현대오일뱅크 직영 안산공원셀프 주유소 (광덕1로 268/고잔동 779-1)
- 세븐일레븐 안산온유점 (광덕1로 341/이동 712-2)
- 스타벅스 안산삼성스토어점 (광덕1로 342/이동 721)
- 삼성스토어 안산고잔점 (광덕1로 342/이동 721)
- 아성다이소 안산현대앞역점 (광덕1로 350/이동 720)
- CU 안산신화점 (광덕1로 365/이동 714)
- 세븐일레븐 안산한대점 (광덕1로 366/이동 717)
- 빽다방 안산한대역앞점 (광덕1로 369/이동 715-4)
- KT 마루통신 한대역본점 (광덕1로 369/이동 715-4)
- 베스킨라빈스 안산한대점 (광덕1로 370/이동 716-8)
- LG유플러스 이동 한대앞점 (광덕1로 370/이동 716-8)
- CU 안산한대역점 (광덕1로 375/이동 715-3)
- 본죽&비빔밥 Cafe 안산한대역점 (광덕1로 375/이동 715-3)
- 스타벅스 안산한대역앞점 (광덕1로 379/이동 715-2)